# Ясашный
Ясашный — в Сибири в XVIII—XIX вв. плательщик ясака.
В XVII в. ясашные люди в Хакасии подразделялись на 3 категории: 1) мужчины в возрасте от 18 до 50 лет, платили до 6 соболей в год; 2) подростки (16—17 лет) — от 3 до 5 соболей; 3) «новики» (15 лет) — по 1 соболю с чел.